# آنوش ناگاشیان
آنوش هراندی ناگاشیان (ارمنی: Անուշ Հրանդի Նագգաշյան؛ زادهٔ ۲۵ نوامبر ۱۹۶۱) کارشناس آموزش و پرورش اهل ارمنستان است.

## زندگی‌نامه
وی در ۲۵ نوامبر ۱۹۶۱ در غزه به دنیا آمد و از دانشکده فلسفه دانشگاه دولتی ایروان فارغ‌التحصیل گشت. وی برنده جوایزی همچون مدال موسس خورناتسی است.